# Centaurea delucae
Centaurea delucae là một loài thực vật có hoa trong họ Cúc. Loài này được C.Guarino & Rampone mô tả khoa học đầu tiên năm 2006.